# Aliana Lohan
Aliana Lohan (ur. 22 grudnia 1993) – amerykańska aktorka, piosenkarka i modelka. Jest młodszą siostrą Lindsay Lohan. 
W wieku 3 lat zaczęła pracować jako modelka. W październiku 2006 wydała swój pierwszy album.

## Dyskografia
- Lohan Holiday, 2006
- Interpersonal, 2008